# Cratere Ortensia
Ortensia  è un cratere sulla superficie di Venere.